# A. L. Kennedy
Alison Louise Kennedy (22 de outubro de 1965) é uma escritora, acadêmica e comediante escocesa. Escreve romances, contos e obras de não-ficção, sendo conhecida pelo seu tom sombrio e mistura de realismo e fantasia. Contribui regularmente com artigos e crónicas para jornais europeus.

## Biografia
Alison Louise Kennedy nasceu em Dundee, Escócia, filha de Edwardene Mildred, professora, e Robert Alan Kennedy, professor de psicologia. Os seus pais se divorciaram quando ela tinha 13 anos. Frequentou a escola secundária de Dundee e obteve um bacharelado em Estudos Teatrais e Artes Dramáticas na Universidade de Warwick.
De 1987 a 1989, trabalhou num centro artístico comunitário, situado no conselho distrital de Clydebank. Posteriormente conseguiu o cargo de  redatora residente no Departamento de Serviço Social de Hamilton e East Kilbride, entre 1989 a 1991, recebendo o prêmio especial Social Work Today em 1990. De 1989 a 1995 trabalhou na Project Ability, uma organização de artes visuais com sede em Glasgow. Em 1995 foi professora a tempo parcial na Universidade de Copenhaga.
Em 2009, doou ao projeto Ox-Tales da Oxfam o conto Vanish para um projecto de quatro coletâneas de contos escritos por 38 autores. A sua história foi publicada na coleção "Air". Em 2016, o seu romance Serious Sweet foi listado no Booker Prize.
Em dezembro de 2019, juntamente com outras 42 figuras públicas, assinou uma carta endossando o Partido Trabalhista sob a liderança de Jeremy Corbyn nas eleições gerais de 2019. A carta afirmava que “o manifesto eleitoral trabalhista sob a liderança de Jeremy Corbyn oferece um plano transformador que prioriza as necessidades das pessoas e do planeta em detrimento do lucro privado e dos interesses adquiridos de alguns”.
Em 2020, contribuíu com uma coluna sobre suas opiniões sobre o Brexit para o jornal alemão Süddeutsche Zeitung.
Atualmente reside nas Terras Altas da Escócia, tendo se mudado de Wivenhoe, e é professora associada de Escrita Criativa na Universidade de Warwick desde 2007, tendo anteriormente ensinado redação criativa na Universidade de St Andrews de 2003 a 2007.
Atuou como comediante de stand-up no Edinburgh Fringe e em festivais literários. O seu principal clube de comédia é o The Stand Comedy Club, em Edimburgo.

## Prêmios e honras
- Prêmio Scottish Arts Council Book (quatro vezes)[4]
- 1993, 2003 Granta Melhor Jovem Romancista Britânico[4][15]
- 1991 Primeiro livro escocês do ano da Saltire Society, Night Geometry and the Garscadden Trains[16]
- 1993 Edimburgo Fringe First, The Audition[16][17]
- Prêmio Somerset Maugham de 1994, Procurando a dança possível[4][16]
- Vencedor do prêmio Encore de 1996, estou feliz[18]
- Livro do ano da Saltire Society de 2007, dia[4][19]
- Prêmio Literário Lannan de ficção de 2007[4]
- Vencedor do Prêmio do Estado Austríaco de Literatura Europeia de 2007[20]
- Livro do Ano do Costa Book Awards 2007, vencedor do Dia[21]
- 2008 Internacional Eifel-Literatur-Preis[4][22]
- Lista de finalistas do prêmio internacional de contos Frank O'Connor de 2014 , All the Rage[23]
- Prêmio Heinrich Heine 2016[24]
- 2016 Ehrenpreis des Österreichischen Buchhandels für Toleranz in Denken und Handeln[25]

## Obras

### Romances
- Looking for the Possible Dance (1993)  ISBN 978-0-7493-9758-6
- So I Am Glad (1995)  ISBN 978-0-09-945721-3
- Everything You Need (1999)  ISBN 978-0-09-973061-3
- Paradise (2004)  ISBN 978-0-09-943349-1
- Day (5 April 2007)  ISBN 978-0-09-949405-8
- The Blue Book (4 August 2011)  ISBN 978-0-224-09140-4
- Doctor Who: The Drosten's Curse (14 July 2015)  ISBN 978-0-553-41944-3
- Serious Sweet (19 May 2016) ISBN 978-0-224-09844-1
- The Little Snake (6 November 2018) ISBN 978-1786893864
- Als lebten wir in einem barmherzigen Land (20 March 2023)  ISBN 978-3446276246

### Coleções de contos
- Night Geometry and the Garscadden Trains (1990)ISBN 978-0-09-945006-1
- Now That You're Back (1994)ISBN 978-0-09-945711-4
- Tea and Biscuits (1996)ISBN 978-1-85799-757-6
- Original Bliss (1997)ISBN 978-0-09-973071-2
- Indelible Acts (2002)ISBN 978-0-09-943348-4
- What Becomes (6 de agosto de 2009)ISBN 978-0-224-07787-3
- All the Rage (2014)ISBN 978-0544307049
- We Are Attempting to Survive Our Time (2020)ISBN 978-1787331822

### Não-ficção
- Life & Death of Coronel Blimp (1997)ISBN 0-85170-568-5
- On Bullfighting (1999)ISBN 0-224-06099-6
- On Writing (2013)ISBN 978-0-224-09697-3

### Cinema e TV
- " Stella Does Tricks (1996) Filmes do Channel 4"
- Dice (2001), com John Burnside

### Rádio selecionada
- Confissões de um médium (2010), transmitido como Saturday Play na BBC Radio 4, 13 de março de 2010 e 1 de março de 2013[26]
- Happy Families (2011), transmitido pela BBC Radio 3, 1 de setembro de 2011
- Love Love Love Like The Beatles (2012), transmitido como Afternoon Drama na BBC Radio 4, 26 de junho de 2012
- AA: America's Gift to the World (2014), transmitido pela BBC Radio 4, 6 de abril de 2015[27]
- Subterranean Homesick Blues (5 séries começando em 2015), transmitido pela BBC Radio 4 a partir de 14 de setembro de 2015
- A Single Act (primeira transmissão na BBC Radio 4, 25 de dezembro de 2023)